# Header
 (septembre 2020).
Si vous disposez d'ouvrages ou d'articles de référence ou si vous connaissez des sites web de qualité traitant du thème abordé ici, merci de compléter l'article en donnant les références utiles à sa vérifiabilité et en les liant à la section « Notes et références ».

Le header, ou en-tête / entête d'un fichier informatique ou d'un paquet transitant sur un réseau informatique contient les données présentes au début de ce fichier ou du paquet. Il contient les informations nécessaires à l'entité homologue distante pour extraire et traiter les données. En transmission de données, les données qui suivent le header sont souvent appelées charge utile ou body. 

## Exemples
- Dans un courrier électronique, le texte (corps) est précédé par des lignes de header indiquant l'expéditeur, le destinataire, le sujet, les timestamps d'envoi et de réception, le serveur de messagerie électronique final, etc[1].
- Dans un paquet de données envoyé via internet, les données (charge utile) sont précédées de headers contenant des informations telles que les adresses IP de l'expéditeur et du destinataire, le protocole de communication utilisé, ainsi que d'autres informations dépendantes du protocole. Le format des headers est décrit dans l'Internet Protocol.
- Dans les paquets de données reçus par transmission sans fil, et dans les secteurs de données stockées sur support magnétique, le header commence par un syncword (en) permettant au receveur de s'adapter à la modulation d'amplitude, régler les variations de vitesse du signal, et pour la synchronisation de trame (en).
- Dans les formats de fichier image (en), le header peut donner des informations telles que la taille d'une image, sa résolution, son nombre de couleurs, et similaires.
- Dans les formats d'archivage (en), il peut servir en tant qu'empreinte digitale ou signature.
- Dans certains langages de programmation (le C ou le C++ par exemple), les fonctions sont déclarées dans des fichiers de header.

### Note
- (en) Cet article est partiellement ou en totalité issu de l’article de Wikipédia en anglais intitulé « Header (computing) » (voir la liste des auteurs).